# Jan Nevěřil
Jan Nevěřil (1. března 1864, Hradec u Uničova – 9. března 1940, Olomouc) byl teolog, kněz, pedagog, památkář, redaktor a odborný publicista.

## Život
Byl římskokatolickým knězem, badatelem v oblasti církevních dějin a křesťanské archeologie, profesor (1915) a děkan bohoslovecké (teologické) fakulty v Olomouci.
Objevitel základového zdiva v podstatě první objevené zděné velkomoravské architektury na našem území v Modré u Velehradu (datoval ji do doby prvního křesťanství, v době objevu v roce 1911 však chyběly důkazy, že se jedná o stavbu z doby velkomoravské, ty objevil až pozdější revizní průzkum v letech 1953–1954).
Podílel se na ikonografickém programu výzdoby kostela sv. Hedviky v Opavě.